# Francisco de Vitoria
Francisco de Vitoria (n. 1480, Burgos, Castilia și León, Spania – d. 12 august 1546, Salamanca, Castilia și León, Spania) a fost un filozof catolic renascentist spaniol, fondatorul Școlii de la Salamanca, cunoscut mai ales pentru contribuțiile sale în teoria dreptului.
În lucrarea sa Lecție despre indieni a formulat principiile unui drept natural care funcționează în relațiile dintre națiuni, fapt care l-a făcut pe filozoful olandez Hugo Grotius să-l numească „părintele dreptului internațional”.